# Aletshausen

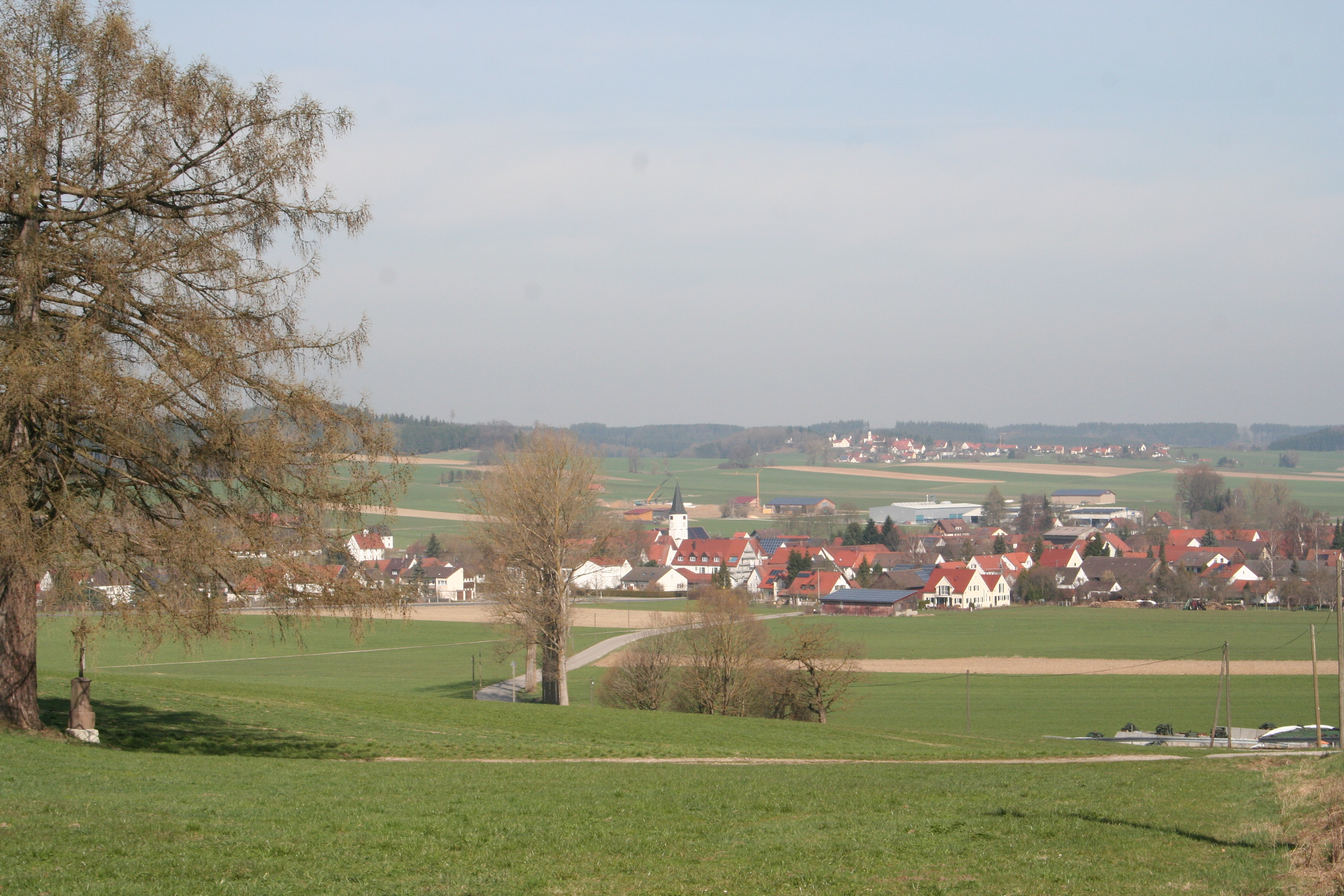
Aletshausen – Blick von der Straße zwischen Aletshausen und Wasserberg

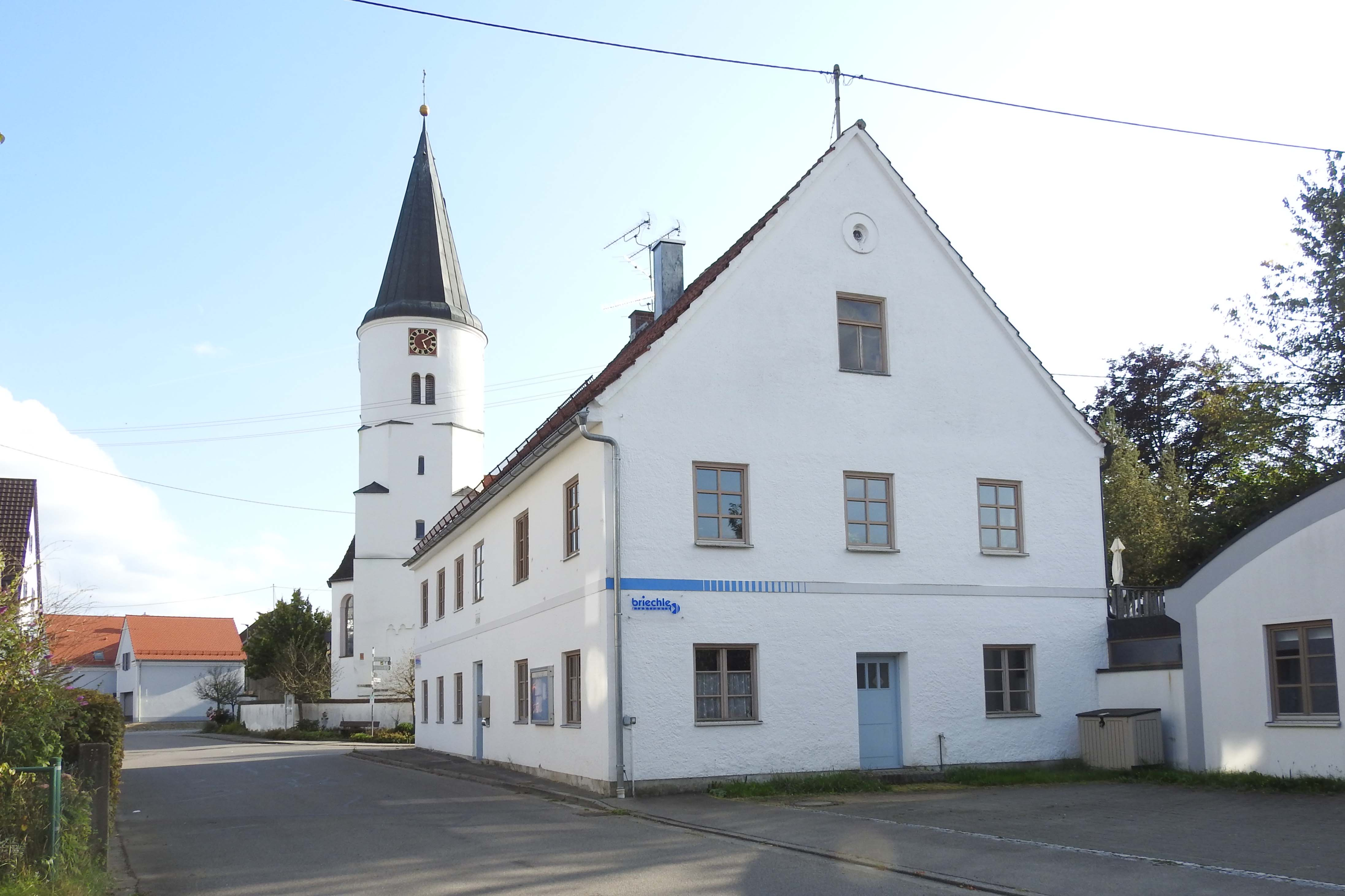
Ehemalige Schule und Kirche in Aletshausen

Aletshausen ist eine Gemeinde im schwäbischen Landkreis Günzburg und ein Mitglied der Verwaltungsgemeinschaft Krumbach (Schwaben).

## Geographie

### Gemeindegliederung
Die Gemeinde hat fünf Gemeindeteile (in Klammern ist der Siedlungstyp angegeben):
- Aletshausen (Pfarrdorf)
- Gaismarkt (Kirchdorf)
- Haupeltshofen (Kirchdorf)
- Wasserberg (Dorf)
- Winzer (Pfarrdorf)

Das Gemeindegebiet ist in drei Gemarkungen gegliedert: Aletshausen, Haupeltshofen und Winzer.

### Lage
Aletshausen und Haupeltshofen liegen im Tal der Kammel, die Streusiedlung Wasserberg im Tal des Adelgerngrabens, der in Aletshausen in die Kammel mündet. Gaismarkt liegt auf dem Riedel zwischen den Tälern von Kammel und Haselbach, Winzer oberhalb des Talrandes des Mindeltals auf dem Riedel zwischen Haselbach und Mindel. Die Gemeinde Aletshausen liegt in der Region Donau-Iller im Regierungsbezirk Schwaben.

### Siedlungsform
Der Straßengrundriss des alten Ortskerns von Aletshausen ist leiterförmig angelegt. Dass dieses System heute noch so ausgeprägt erhalten ist, ist außergewöhnlich.

### Nachbargemeinden
Nachbargemeinden sind im Westen die Gemeinde Waltenhausen und Norden die Stadt Krumbach (Schwaben). Im Nordosten grenzt die Gemeinde an das gemeindefreie Gebiet Winzerwald und die Gemeinde Ursberg. Im Süden, im Bereich von Haupeltshofen, grenzt die im Landkreis Unterallgäu liegende Gemeinde Breitenbrunn an das Gemeindegebiet, im Süden und Osten die ebenfalls zum Nachbarlandkreis gehörende Marktgemeinde Kirchheim in Schwaben.

## Geschichte

### Bis zur Gemeindegründung
Aletshausen wurde im Jahr 1316 erstmals in dem Zusammenhang erwähnt, dass einige Güter in dem Dorf zum Besitz des Hochstiftes Augsburg gehörten. Die anderen Güter waren Teil der Freybergschen Herrschaft Hohen- und Niederraunau. Später, bis zum frühen 19. Jahrhundert, gehörte der gesamte Ort zum Herrschaftsbereich der Herren von Freyberg. Mit der Rheinbundakte 1806 kam der Ort zu Bayern. Im Zuge der Verwaltungsreformen in Bayern entstand mit dem Gemeindeedikt von 1818 die Gemeinde.

### Eingemeindungen
Am 1. Mai 1978 wurden die Gemeinden Haupeltshofen und Winzer (mit Gaismarkt) anlässlich der Gemeindegebietsreform eingegliedert.

### Einwohnerentwicklung
| Jahr      | 1961 | 1970 | 1987 | 1991 | 1995 | 2000 | 2005 | 2010 | 2015 | 2024 |
| Einwohner | 1186 | 1146 | 1036 | 1092 | 1128 | 1144 | 1150 | 1085 | 1127 | 1218 |

## Politik

### Gemeinderat und Bürgermeister
Bei der Kommunalwahl 2024 lag die Wahlbeteiligung in Altshausen bei 55,5 Prozent.
| Partei/Liste | 2024 | 2024  |
| Partei/Liste | %    | Sitze |
| ------------ | ---- | ----- |
| CDU          | 92,5 | 11    |
| ÖDP          | 7,5  | 1     |
| Gesamt       | 100  | 12    |

Erster Bürgermeister ist seit 2008 Georg Duscher (CSU/Freie Wähler). Dieser wurde 2014 mit 86,9 % der Stimmen wiedergewählt und am 15. März 2020 mit 79,7 % der Stimmen für weitere sechs Jahre im Amt bestätigt.

### Wappen
| | Blasonierung: „Gespalten durch einen goldenen Pfahl; vorne geteilt von Silber und Blau, oben ein schräggestellter roter Petrusschlüssel, unten drei 2 zu 1 gestellte goldene Ballen; hinten in Rot eine silberne Weintraube.“ |
| Wappenbegründung: Der Petrusschlüssel deutet auf die ehemaligen Besitzungen des Augsburger Kollegialstiftes St. Peter hin. Drei Kugeln entstammen dem Wappen der Freiherrn von Freyberg. Die Traube stehen für den Ort Winzer. Die Farbe der Traube (silber) weist auf den ehemaligen Besitz des Hochstiftes Augsburg hin. Der goldene Pfahl bezieht sich auf das zur Markgrafschaft Burgau gehörende Haupeltshofen und dessen ehemaliger Lage an der Grenze zwischen der Markgrafschaft und der Herrschaft Mindelheim. Wappenführung seit 1982 | |

## Sehenswürdigkeiten
Die Pfarrkirche Hl. Kreuz, die am südwestlichen Ortsrand direkt an der Kammel liegt, wurde in der zweiten Hälfte des 15. Jahrhunderts erbaut und im Jahr 1762 – wahrscheinlich von Johann Martin Kraemer – im Stil des Barock umgebaut. Die Fresken in der Kirche stammen von dem Weißenhorner Freskant Franz Martin Kuen. Die Seitenaltäre, die Kanzel und der Taufstein wurden im Jahr 1910 aus dem niederbayerischen Geiersthal im Landkreis Regen gekauft, der Altar wurde im selben Jahr von Georg Saumweber geschaffen. Durch zwei Anbauten des Langhauses (1762 und 1910/11) sind die Raumproportionen der Kirche ungewöhnlich. Der zylindrische Turmabschluss ist ebenfalls eher ungewöhnlich. Der Umbau im 18. Jahrhundert erfolgte auch, weil die Kirche im Dreißigjährigen Krieg stark beschädigt wurde. Eine erste Kapelle wird schon im Jahr 1067 erwähnt, ein Vorgängerbau der heutigen Kirche im Jahr 1316.

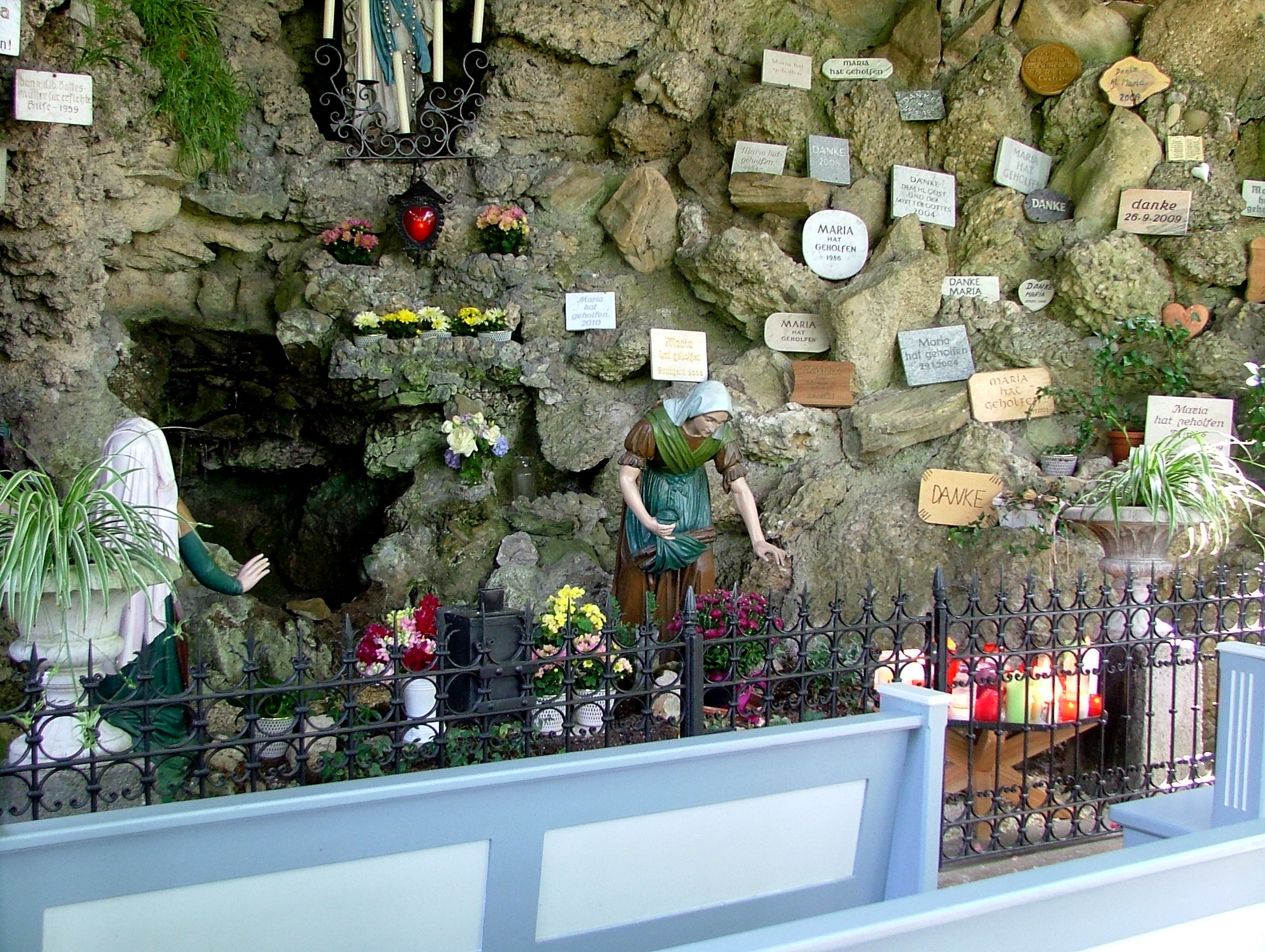
Lourdeskapelle Aletshausen

Östlich des Ortes befindet sich die Lourdesgrotte, die im frühen 20. Jahrhundert erbaut wurde.

## Wirtschaft und Infrastruktur

### Wirtschaft einschließlich Land- und Forstwirtschaft
Im Jahr 2023 erzielte Aletshausen Einnahmen aus der Gewerbesteuer in Höhe von 482 Tausend Euro. Mit einem Gewerbesteuerhebesatz von 310 % zählt die Gemeinde zu den steuerlich attraktiven Standorten Deutschlands.
Im Jahre 2023 gab es am Arbeitsort 187 sozialversicherungspflichtig Beschäftigte. In der Gemeinde wohnten 550 sozialversicherungspflichtig Beschäftigte. Die Auspendler überwogen damit die Einpendler um 366 Personen.
Im Jahre 2023 waren von der Gemeindefläche waren 92 ha (5,2 %) Siedlung und 1574 ha Vegetation, davon 1030 ha Landwirtschaft.

### Verkehr
Durch die Gemeinde führt entlang des Kammeltals die Bundesstraße 16 (Krumbach–Mindelheim) und parallel dazu die Mittelschwabenbahn. Haltepunkte im Gemeindegebiet befinden sich in Aletshausen und Haupeltshofen. Es zweigen von der B 16 die Kreisstraßen GZ 13 und GZ 30 ab, von denen letztere durch die Ortsteile Gaismarkt und Winzer führt.
Seit Juli 2009 sind die Orte an den Stadtbusverkehr von Krumbach (Flexibus Krumbach) angeschlossen, der mit Kleinbussen nach dem Prinzip des Bedarfsgesteuerten Flächenbetriebes durchgeführt wird.

### Bildung
Es gibt folgende Einrichtung (Stand: 2025):
- Kindergrippe ab 1 Jahr: 15 Plätze
- Kindergarten ab 2,5 Jahren: 75 Plätze[16]